# Nikon D90
La Nikon D90 è una fotocamera reflex digitale (DSLR) prodotta dalla Nikon Corporation e lanciata sul mercato nell'ottobre 2008. Nata per sostituire la precedente D80 è un modello prosumer che unisce le caratteristiche dei modelli entry-level e professionali.

## Caratteristiche
La D90 è equipaggiata con lo stesso sensore CMOS 12,3 megapixel formato Nikon DX presente sulla D300. Le foto possono essere memorizzate in formato NEF (il formato Raw Nikon) o in JPEG, con diverse opzioni per quanto riguarda la dimensione delle immagini in pixel e il livello di compressione. Come avviene comunemente per le fotocamere reflex, il formato delle immagini è 3:2 (lo stesso delle fotografie tradizionali) e non 4:3 (come avviene sulle compatte).
Dopo la semi-professionale D300, la D90 è la prima fotocamera di fascia intermedia, in casa Nikon, a montare il sistema LiveView, mentre è la prima reflex in assoluto a registrare filmati, perlopiù in formato HD (1280 x 720) a 24 frame al secondo in MPEG compresso.
Il corpo macchina è in plastica e alluminio ed è tropicalizzata. Il display principale, sul retro del corpo macchina, è 3 pollici per 920.000 punti; un secondo display LCD retroilluminato, con informazioni sulle impostazioni di scatto correnti, si trova sulla parte superiore del corpo macchina. Informazioni sui dati di scatto sono riportate anche all'interno del mirino a pentaprisma. Nel corpo macchina è presente anche un flash a scomparsa con numero guida pari a 17(a 200 ISO). La macchina ha una interfaccia USB 2.0 e monta schede di memoria SD, con supporto SDHC.
Il software in dotazione alla macchina permette numerose impostazioni fini. Fra l'altro è possibile impostare le opzioni di ottimizzazione delle immagini prodotte (per esempio rispetto a contrasto e nitidezza), scegliere il livello di ISO equivalente da impiegare e ridefinire le funzioni associate a molti dei controlli del corpo macchina. Il menu della fotocamera consente anche l'accesso a funzioni di elaborazione delle immagini scattate (per esempio cropping, correzione dell'effetto occhi rossi, desaturazione e viraggio, D-lighting), ecc.
Fra i numerosi optional disponibili per la macchina c'è l'impugnatura MBD80 (la stessa della D80), che offre la possibilità di alimentare la macchina con due batterie Nikon, o con un set di comuni batterie "stilo", per aumentare l'autonomia di scatto della macchina.
Nel 2011 la Nikon Corporation ha lanciato sul mercato la D7000 modello destinato a sostituire la D90.